# Wilhelm Dames
Pour les articles homonymes, voir Dames (homonymie).
Wilhelm Dames, né à Stolp (Province de Poméranie) le 9 juin 1843 et mort à Berlin le 22 décembre 1898, est un paléontologue et géologue prussien de l'Université de Berlin. Il est connu pour avoir décrit le premier spécimen complet d'Archaeopteryx.

## Biographie
Il poursuit ses études secondaires au lycée Sainte-Marie-Madeleine de Breslau.